# 예봉로
 예봉로(Yebong-ro)는 경상북도 영주시 평은면에서 봉화군 봉화읍 삼계회전교차로까지 이어주는 도로이다. 길이는 총 22,625m이다.

## 주요 경유지
경상북도
- 영주시 (평은면) - 안동시 (녹전면) - 봉화군 (상운면 - 봉화읍)

## 노선
| 이름                | 접속 노선                    | 소재지 | 소재지 | 비고                    |
| ------------------- | ---------------------------- | ------ | ------ | ----------------------- |
| (이름없음)          | 국도 제5호선 (경북대로)      | 영주시 | 평은면 |                         |
| 옛고개삼거리        | 평은로                       | 영주시 | 평은면 |                         |
| 옛고개              |                              | 영주시 | 평은면 |                         |
| 원천교              |                              | 안동시 | 녹전면 |                         |
| 원천삼거리          | 지방도 제935호선 (녹전로)    | 안동시 | 녹전면 | 지방도 제935호선과 중복 |
| 구천삼거리          | 지방도 제935호선 (영봉로)    | 봉화군 | 상운면 | 지방도 제935호선과 중복 |
| 상운교              |                              | 봉화군 | 상운면 |                         |
| 봉화 교차로         | 국도 제36호선 (파인토피아로) | 봉화군 | 봉화읍 |                         |
| 날고개              |                              | 봉화군 | 봉화읍 |                         |
| (이름없음)          | 내성로                       | 봉화군 | 봉화읍 |                         |
| 봉화대교            |                              | 봉화군 | 봉화읍 |                         |
| 봉화사거리 (군청교) | 봉화로                       | 봉화군 | 봉화읍 |                         |
| 봉화교              |                              | 봉화군 | 봉화읍 |                         |
| 삼계회전교차로      | 지방도 제915호선 (문수로)    | 봉화군 | 봉화읍 |                         |
| 다덕로와 직결       |                              |        |        |                         |

## 주요 시설및 건물
- 농협 상운농협지점(예봉로 1212/운계리 789-1)
- 상운초등학교 (예봉로 1231/가곡리 419-3)
- 상운면 사무소 (예봉로 1281/가곡리 400)
- 농협 봉화농협 하나로마트 상운점 (예봉로 1287/가곡리 401-3)
- 상운우체국 (예봉로 1290/가곡리 395-26)
- 상운치안센터 (예봉로 1291/가곡리 401-2)
- 상운보건지소 (예봉로 1302/가곡리 395-1)
- SK에너지 청용2주유소 (예봉로 1973/내성리 119-1)
- 농협 봉화농협주유소 (예봉로 2021/내성리 139-1)